# كأس إسكتلندا 1919–20
كأس اسكتلندا 1919–20 (بالإنجليزية: 1919–20 Scottish Cup)‏ هو موسم من كأس اسكتلندا. فاز فيه نادي كيلمارنوك.